# Hải Dương (xã)
Hải Dương là một xã thuộc huyện Hải Lăng, tỉnh Quảng Trị, Việt Nam.

## Địa lý
Là 1 xã thuộc vùng trũng của huyện Hải Lăng.
Xã Hải Dương có diện tích 24,15 km², dân số năm 1999 là 4.779 người, mật độ dân số đạt 198 người/km².

## Hành chính
Xã Hải Dương được chia thành 5 thôn: An Nhơn, Diên Khánh, Đông Dương, Kim Giao, Xuân Viên.